# Alexéi Cheremisinov
Alexéi Borísovich Cheremisinov –en ruso, Алексей Борисович Черемисинов– (Moscú, 9 de julio de 1985) es un deportista ruso que compite en esgrima, especialista en la modalidad de florete.
Participó en los Juegos Olímpicos de Río de Janeiro 2016, obteniendo una medalla de oro en la prueba por equipos (junto con Artur Ajmatjuzin y Timur Safin), y el quinto lugar en Londres 2012, en el torneo por equipos.
Ganó tres medallas en el Campeonato Mundial de Esgrima entre los años 2014 y 2018, y quince medallas en el Campeonato Europeo de Esgrima entre los años 2007 y 2019.

## Palmarés internacional
| Juegos Olímpicos   | Juegos Olímpicos        | Juegos Olímpicos  | Juegos Olímpicos    |
| Año                | Lugar                   | Medalla           | Prueba              |
| ------------------ | ----------------------- | ----------------- | ------------------- |
| 2016               | Río de Janeiro (Brasil) | Medalla de oro    | Florete por equipos |
| Campeonato Mundial |                         |                   |                     |
| Año                | Lugar                   | Medalla           | Prueba              |
| 2014               | Kazán (Rusia)           | Medalla de oro    | Florete individual  |
| 2015               | Moscú (Rusia)           | Medalla de plata  | Florete por equipos |
| 2018               | Wuxi (China)            | Medalla de bronce | Florete por equipos |
| Campeonato Europeo |                         |                   |                     |
| Año                | Lugar                   | Medalla           | Prueba              |
| 2007               | Gante (Bélgica)         | Medalla de plata  | Florete por equipos |
| 2008               | Kiev (Ucrania)          | Medalla de plata  | Florete por equipos |
| 2010               | Leipzig (Alemania)      | Medalla de plata  | Florete por equipos |
| 2011               | Sheffield (Reino Unido) | Medalla de bronce | Florete individual  |
| 2011               | Sheffield (Reino Unido) | Medalla de bronce | Florete por equipos |
| 2012               | Legnano (Italia)        | Medalla de oro    | Florete individual  |
| 2013               | Zagreb (Croacia)        | Medalla de plata  | Florete individual  |
| 2014               | Estrasburgo (Francia)   | Medalla de plata  | Florete individual  |
| 2014               | Estrasburgo (Francia)   | Medalla de bronce | Florete por equipos |
| 2015               | Montreux (Suiza)        | Medalla de plata  | Florete por equipos |
| 2016               | Toruń (Polonia)         | Medalla de oro    | Florete por equipos |
| 2017               | Tiflis (Georgia)        | Medalla de plata  | Florete por equipos |
| 2018               | Novi Sad (Serbia)       | Medalla de oro    | Florete individual  |
| 2018               | Novi Sad (Serbia)       | Medalla de oro    | Florete por equipos |
| 2019               | Düsseldorf (Alemania)   | Medalla de bronce | Florete individual  |